# Zhu Lin (Tennisspielerin)
Zhu Lin (chinesisch 朱琳, Pinyin Zhū Lín; * 28. Januar 1994 in Wuxi) ist eine chinesische Tennisspielerin.

## Karriere
Zhu begann im Alter von fünf Jahren mit dem Tennisspielen und spielt überwiegend in China auf der ITF Women’s World Tennis Tour, auf der sie bislang 15 Einzel- und sechs Doppeltitel gewinnen konnte, ihren ersten davon 2010 in Thailand.
2013 durfte sie mit einer Wildcard erstmals bei einem Turnier der WTA Challenger Series in Suzhou an den Start gehen, scheiterte dort jedoch in der ersten Runde. 2014 errang Zhu ihren ersten Titel bei einem Turnier der $25.000-Kategorie und nahm infolge bei den US Open erstmals an der Qualifikation zu einem Grand-Slam-Turnier teil, wo sie erst in der Abschlussrunde verlor. Danach erhielt sie mehrere Wildcards für chinesische WTA-Turniere, darunter auch für das Premier-Mandatory-Turnier in Peking. Davor erzielte sie aus der Qualifikation kommend in Hongkong ihren ersten Hauptfeldsieg auf der WTA Tour.
2015 begann Zhu vermehrt kleinere WTA-Turniere außerhalb Chinas zu spielen. In Wimbledon qualifizierte sie sich aufgrund ihrer Position in der Tennisweltrangliste erstmals für das Hauptfeld eines Grand-Slam-Turniers, doch verlor sie dort wie auch in den Qualifikationsrunden zu den anderen drei Grand-Slam-Turnieren jeweils zum Auftakt. 2016 erreichte sie dann in Lumpur als Qualifikantin ihr erstes WTA-Halbfinale, in dem sie sich der späteren Siegerin Elina Switolina geschlagen geben musste. Im April 2017 triumphierte sie an der Seite ihrer Landsfrau Han Xinyun beim WTA-Challenger-Turnier in Zhengzhou. Trotz dreier weiterer Viertelfinalteilnahmen bis zum Ende der Saison, verpasste sie sowohl 2017 als auch im Folgejahr 2018, in dem sie zwei ITF-Titel der $60.000-Kategorie gewann, knapp den entscheidenden Sprung in die Top 100 der Weltrangliste.
Dieser gelang Zhu erst mit einem Schlussspurt zum Ende der Saison 2019, als sie zunächst bei den US Open bei ihrer siebten Teilnahme im Hauptfeld eines Grand-Slam-Turniers nach einem Erfolg über Wang Xinyu erstmals in die zweite Runde vorstieß. Im Anschluss feierte sie in Nanchang an der Seite ihrer Landsfrau Wang Xinyu nach einem Sieg im Endspiel über Peng Shuai und Zhang Shuai ihren ersten WTA-Titel im Doppel. In der Folge stand Zhu zunächst im Endspiel beim hochdotierten ITF-Turnier der $100.000-Kategorie in Suzhou, triumphierte bei einem $60.000-Turnier und holte die Woche darauf in Shenzhen bei einem weiteren Turnier der $100.000-Kategorie ihren bis zu diesem Zeitpunkt größten Titel.
Ihre bislang höchste Weltranglistenplatzierung mit Position 69 erzielte Zhu Anfang 2020, nachdem sie bei den Australian Open erstmals in die zweite Runde einzog. Mit Beginn der COVID-19-Pandemie zog sich Zhu wie die meisten chinesischen Tennisspieler von den internationalen Tennisturnieren zurück und stieg erst zum Start der Saison 2021 wieder auf der WTA Tour ein. Bei den Australian Open sowie Wimbledon kam sie in die zweite Runde, erzielte jedoch bei WTA-Turnieren kein nennenswertes Ergebnis. Zum Abschluss des Jahres errang sie beim WTA Challenger in Seoul durch einen Sieg über Kristina Mladenovic ihren bislang größten Einzelerfolg. Anfang 2022 war Zhu wieder vermehrt auf der ITF-Tour unterwegs und kehrte nach zwei Titeln, einer davon bei einem Turnier der $60.000-Kategorie, unter die besten 100 der Tennisweltrangliste zurück.
2017 wurde Zhu beim 3:0-Erfolg gegen die Philippinen erstmals in die chinesische Fed-Cup-Mannschaft einberufen. Seitdem bestritt sie für ihr Land elf Begegnungen im Einzel und Doppel, von denen sie sieben gewinnen konnte (Einzelbilanz 6:4).

## Turniersiege

### Einzel
| Nr. | Datum             | Turnier     | Kategorie      | Belag             | Finalgegnerin        | Ergebnis         |
| --- | ----------------- | ----------- | -------------- | ----------------- | -------------------- | ---------------- |
| 1.  | 23. Oktober 2010  | Khon Kaen   | ITF $10.000    | Hartplatz         | Luksika Kumkhum      | 6:3, 6:2         |
| 2.  | 28. Mai 2011      | Jakarta     | ITF $10.000    | Hartplatz         | Nadia Abdala         | 7:64, 6:3        |
| 3.  | 9. März 2014      | Antalya     | ITF $10.000    | Sand              | Iryna Schymanowitsch | 6:1, 6:4         |
| 4.  | 1. Juni 2014      | Balikpapan  | ITF $25.000    | Hartplatz         | Ankita Raina         | 7:5, 2:6, 6:3    |
| 5.  | 8. Juni 2014      | Tarakan     | ITF $10.000    | Hartplatz (Halle) | Wang Yan             | 4:6, 6:0, 6:2    |
| 6.  | 14. Juni 2014     | Solo        | ITF $10.000    | Hartplatz         | Lavinia Tananta      | 6:0, 6:0         |
| 7.  | 28. Mai 2017      | Lu’an       | ITF $60.000    | Hartplatz         | Ankita Raina         | 6:3, 3:6, 6:4    |
| 8.  | 13. Mai 2018      | Lu’an       | ITF $60.000    | Hartplatz         | Liu Fangzhou         | 6:0, 6:2         |
| 9.  | 12. August 2018   | Jinan       | ITF $60.000    | Hartplatz         | Wang Yafan           | 6:4, 6:1         |
| 10. | 27. Januar 2019   | Singapur    | ITF W25        | Hartplatz         | Han Na-lae           | 6:2, 6:3         |
| 11. | 3. November 2019  | Liuzhou     | ITF W60        | Hartplatz         | Arina Rodionova      | 2:6, 6:0, 6:1    |
| 12. | 9. November 2019  | Shenzhen    | ITF W100       | Hartplatz         | Peng Shuai           | 6:3, 1:3 Aufgabe |
| 13. | 26. Dezember 2021 | Seoul       | WTA Challenger | Hartplatz (Halle) | Kristina Mladenovic  | 6:0, 6:4         |
| 14. | 13. März 2022     | Irapuato    | ITF W60        | Hartplatz         | Rebecca Marino       | 6:4, 6:1         |
| 15. | 24. April 2022    | Monastir    | ITF W25        | Hartplatz         | Victoria Mboko       | 6:1, 4:6, 6:4    |
| 16. | 14. August 2022   | Landisville | ITF W100       | Hartplatz         | Elizabeth Mandlik    | 6:2, 6:3         |
| 17. | 5. Februar 2023   | Hua Hin     | WTA 250        | Hartplatz         | Lessja Zurenko       | 6:4, 6.4         |

### Doppel
| Nr. | Datum              | Turnier    | Kategorie         | Belag     | Partnerin     | Finalgegnerinnen                                  | Ergebnis          |
| --- | ------------------ | ---------- | ----------------- | --------- | ------------- | ------------------------------------------------- | ----------------- |
| 1.  | 6. November 2010   | Manila     | ITF $10.000       | Hartplatz | Yang Zhaoxuan | Kim Ji-young Kim Jin-hee                          | 6:4, 6:75, [10:7] |
| 2.  | 16. Februar 2014   | Antalya    | ITF $10.000       | Sand      | Li Yihong     | Gabriela Talaba Patricia Maria Țig                | 6:2, Aufgabe      |
| 3.  | 1. März 2014       | Antalya    | ITF $10.000       | Sand      | Li Yihong     | Nicoleta-Cătălina Dascălu Raluca Georgiana Șerban | 3:6, 6:3, [10:3]  |
| 4.  | 5. Februar 2016    | Launceston | ITF $75.000       | Hartplatz | You Xiaodi    | Nadija Kitschenok Mandy Minella                   | 2:6, 7:5, [10:7]  |
| 5.  | 30. Juli 2016      | Lexington  | ITF $50.000       | Hartplatz | Hiroko Kuwata | Sophie Chang Alexandra Mueller                    | 6:0, 7:5          |
| 6.  | 23. April 2017     | Zhengzhou  | WTA Challenger    | Hartplatz | Han Xinyun    | Jacqueline Cako Julia Glushko                     | 7:5, 6:1          |
| 7.  | 16. Juni 2019      | Manchester | ITF W100          | Rasen     | Duan Yingying | Robin Anderson Laura-Ioana Paar                   | 6:4, 6:3          |
| 8.  | 14. September 2019 | Nanchang   | WTA International | Hartplatz | Wang Xinyu    | Peng Shuai Zhang Shuai                            | 6:2, 7:65         |

## Abschneiden bei Grand-Slam-Turnieren

### Einzel
| Turnier         | 2014 | 2015 | 2016 | 2017 | 2018 | 2019 | 2020 | 2021 | 2022 | 2023 | 2024 | 2025 | Karriere |
| --------------- | ---- | ---- | ---- | ---- | ---- | ---- | ---- | ---- | ---- | ---- | ---- | ---- | -------- |
| Australian Open | —    | Q1   | Q3   | 1    | 1    | 1    | 2    | 2    | Q1   | AF   | 1    | Q1   | AF       |
| French Open     | —    | Q1   | Q1   | —    | —    | 1    | —    | 1    | 1    | 1    | 1    | —    | 1        |
| Wimbledon       | —    | 1    | Q3   | Q3   | Q1   | 1    |      | 2    | 1    | 1    | 3    | 1    | 3        |
| US Open         | Q3   | Q1   | Q1   | Q2   | Q3   | 2    | —    | —    | Q2   | 3    | —    |      | 3        |

Zeichenerklärung: S = Turniersieg; F, HF, VF, AF = Einzug ins Finale / Halbfinale / Viertelfinale / Achtelfinale; 1, 2, 3 = Ausscheiden in der 1. / 2. / 3. Hauptrunde; Q1, Q2, Q3 = Ausscheiden in der 1. / 2. / 3. Qualifikationsrunde; nicht ausgetragen

### Doppel
| Turnier         | 2020 | 2021 | 2022 | 2023 | 2024 | 2025 | Karriere |
| --------------- | ---- | ---- | ---- | ---- | ---- | ---- | -------- |
| Australian Open | 2    | 2    | —    | 1    | AF   | —    | AF       |
| French Open     | —    | —    | 2    | 1    | 1    | —    | 2        |
| Wimbledon       |      | 1    | 2    | AF   | 1    | 1    | AF       |
| US Open         | —    | —    | 1    | 2    | —    |      | 2        |